# Fosforit

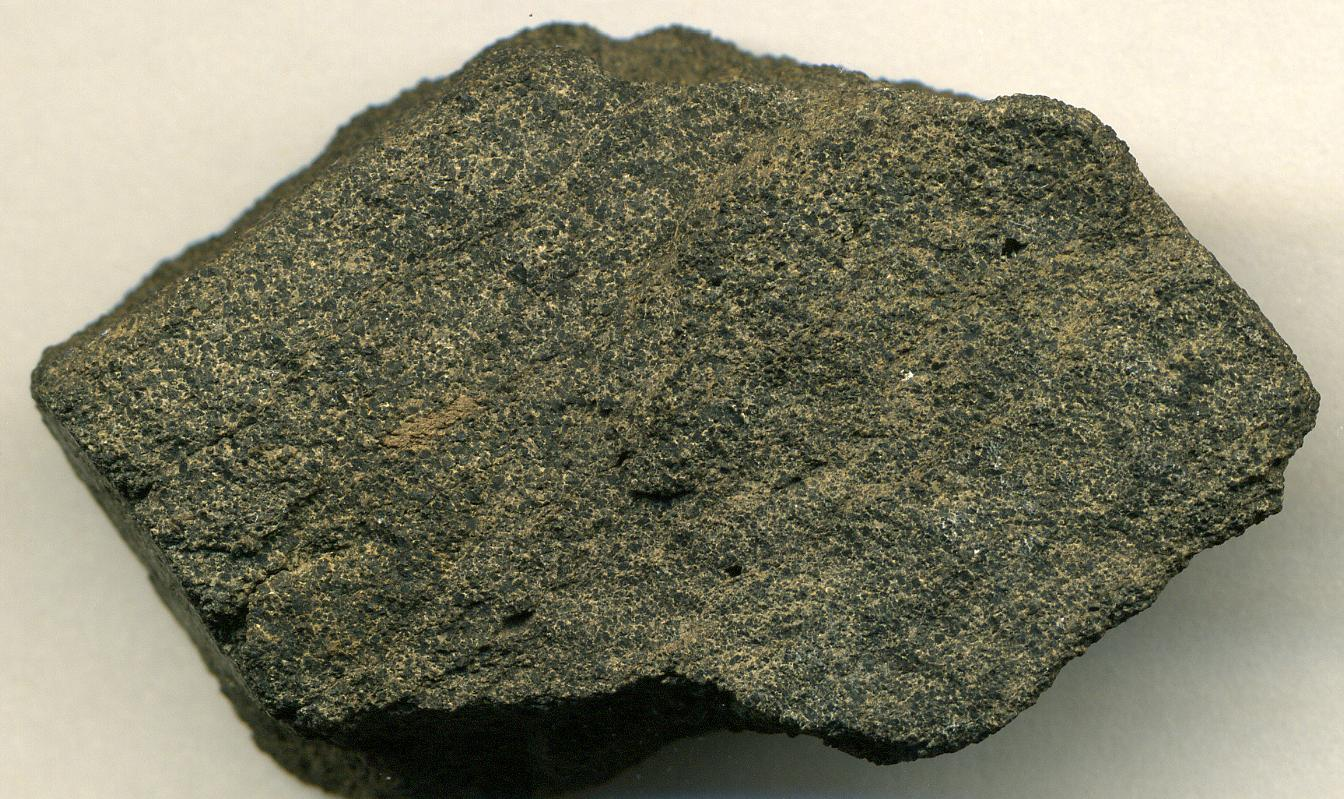
Fosforit, Simplot Mine, Idaho, 4.6 cm bred

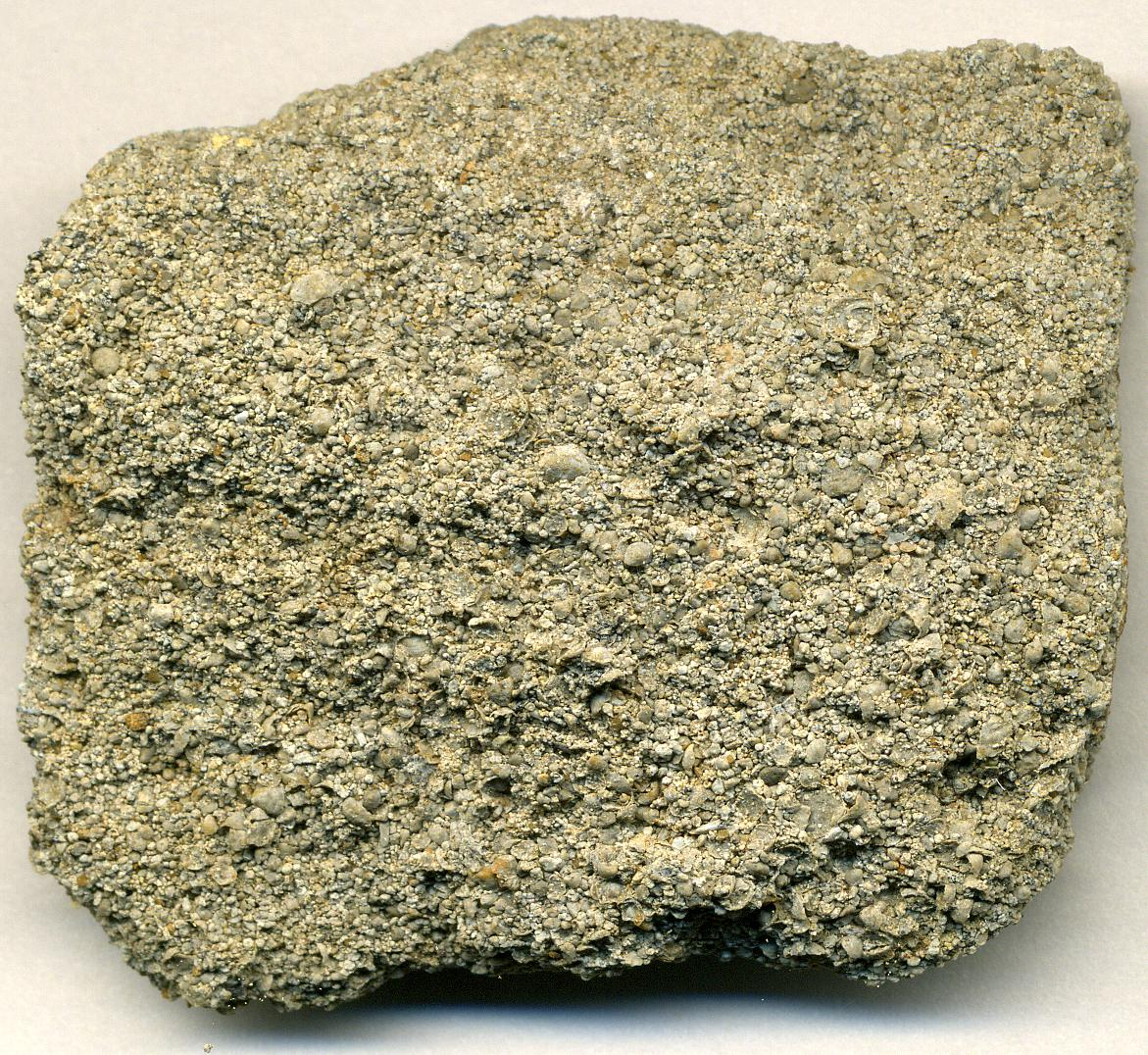
Fosforit, Yunnan Province, Kina, 4.7 cm bred

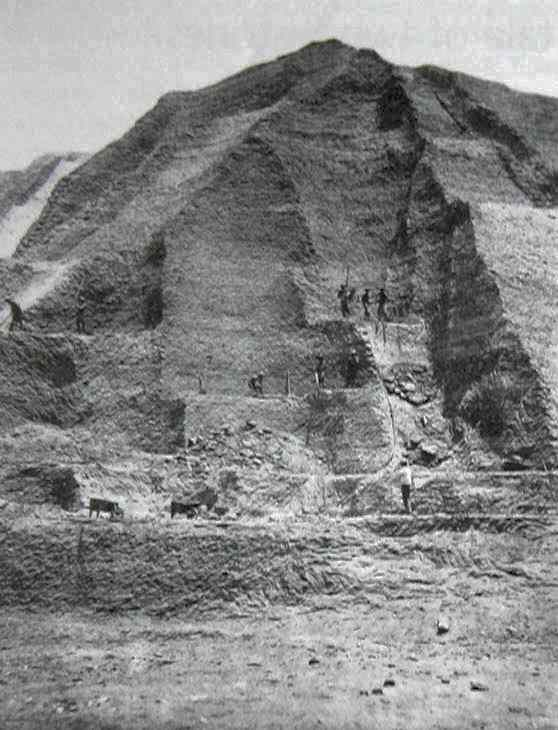
Brytning av på Chinchaöarna utanför Pisco i Peru, omkring 1860

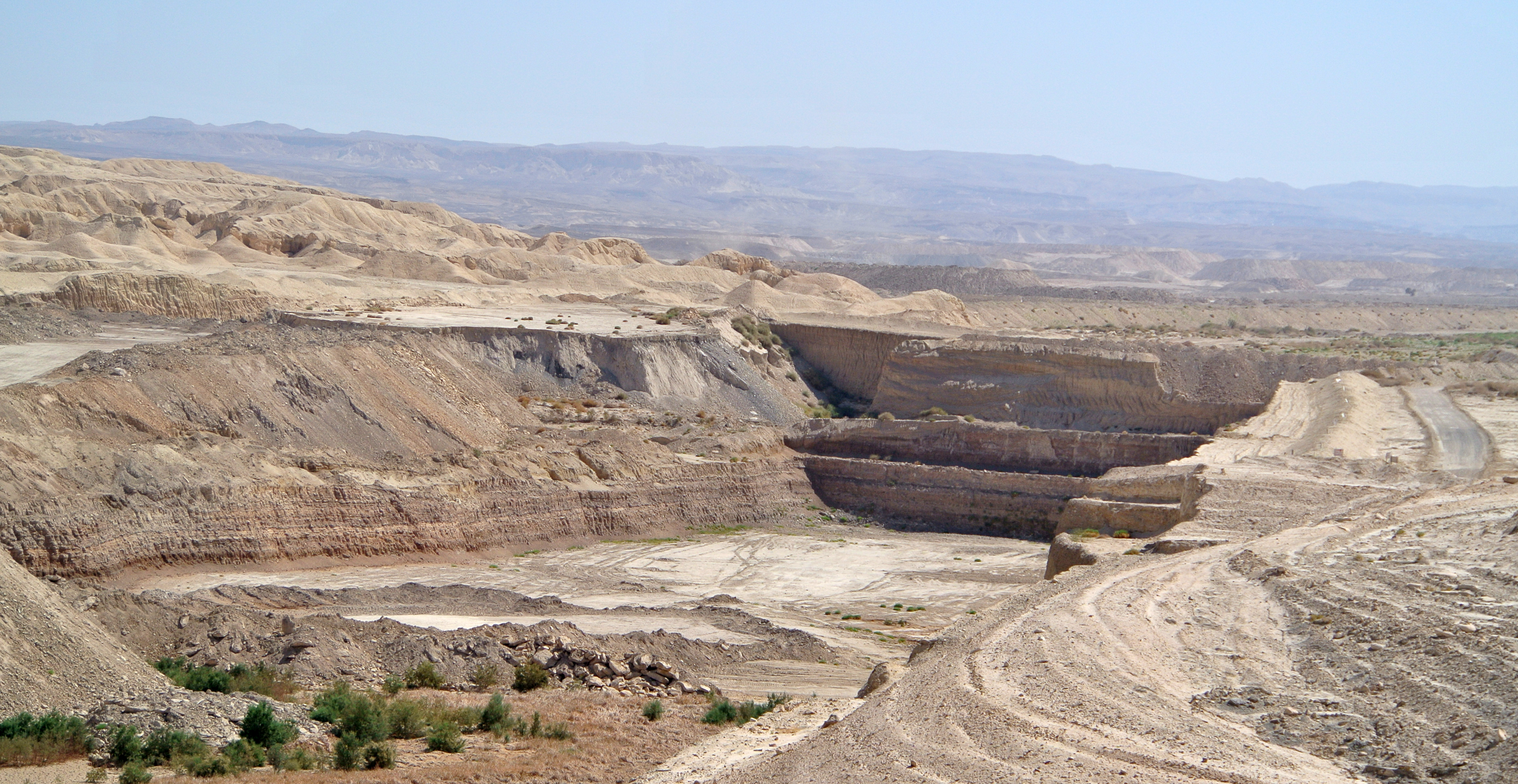
Fosforitgruva nära Oron i Negevöknen i Israel

Fosforit är en kolloidal form av apatit i trådaktig till tät, ofta jordartad form med vit-, gul-, brun- eller gråaktig färg. Den förekommer dels i lagerformade massor av större utsträckning, dels som större eller mindre klumpar i lera eller sand, och ibland som tillfälliga beståndsdelar i andra bergarter. Fosforit är den enda bergartsbildande fosfaten, förmodligen en gång bildad som rester efter djur.
Den största ansamlingen av fosforit finns på havsbotten dit fosforföreningar kommer med nederbörd, damm, glaciär avsmältning (glacial runoff), hydrotermisk vulkanisk aktivitet och deposition av organiskt material. Fosforeningarna omvandlas av mikro- och makroorganismer, såsom kiselalger, fytoplankton och zooplankton, till lösta fosfater. Vissa fiskar tar upp fosfat i tänder och skelett som begravs i sedimentet på havets botten när fiskarna dör.

## Förekomst
I klumpform förekommer den i Nassau, vid Amberg i Bayern, i ryska Dnestrområdet, vid Mons i Belgien och på flera platser i Frankrike.
Av stor betydelse är de sedimentära fosforitlagren, som särskilt förekommer i USA (speciellt i Florida och Tennessee) samt i Nordafrika (Tunisien, Algeriet, Marocko och Egypten).
Den största mängden brytvärdig malm finns i Marocko och det av Marocko ockuperade Västsahara.
Till fosforit räknas också sombrerit från den lilla västindiska ön Sombrero. Den är ursprungligen en korallkalk, som är täckt av ett guanolager. Somboriten har uppstått genom att regnvatten, som har sipprat genom guanolaget, har  ersatt kalkstenens karbonat med guanons fosfat. Denna bergart består till 75 % av fosforit och har en gulaktig rödgrå färg.

## Användning
Fosforiten är råvara för tillverkning av konstgödning.

## Brytning
År 2006 var USA det största produktionslandet och exportören av fosfatgödningsmedel, med 37 procent av exporten. År 2008 bedömdes det finnas 18 gigaton brytvärd fosforitmineral, i första hand som havssediment.
år 2012 var Kina, USA och Marocko största produktionsländer med en produktion av respektive 77 megaton, 29,4 megaton och 2,8 megaton (i den sistnämnda siffran inkluderas 2,5 från det av Marocko ockuperade Västsahara) av en sammanlagd världsproduktion på 195 megaton. Andra länder med väsentlig brytning är Brasilien, Ryssland, Jordanien och Tunisien. Tidigare i historien bröts stora kvantiteter i små öländer som Julön och Nauru, men de fyndigheterna är numer i stort sett uttömda.

## Fosforit vid Isfjorden på Svalbard
Adolf Erik Nordenskiöld upptäckte under sin andra Spetsbergenexpedition fosforit vid Isfjorden på västra Spetsbergen. Han tog initiativ till bildande av AB Isfjorden, som han också själv var delägare i, för att exploatera fyndigheten. Det gjordes också vissa förberedelsen genom bland annat byggande av Svenskhuset på platsen 1872. Någon brytning påbörjades dock aldrig.